# Sumeet Passi
Sumeet Passi (distrito de Yamuna Nagar, India, 12 de septiembre de 1994) es un futbolista de la India que juega en la posición de delantero. Desde 2023 juega con el Inter Kashi de la I-League.

## Carrera

### Club
| Periodo   | Club                      | Apariciones | Goles |
| --------- | ------------------------- | ----------- | ----- |
| 2013      | Indian Arrows             | 3           | 0     |
| 2015–2016 | Sporting Goa              | 9           | 3     |
| 2016-2017 | Northeast United          | 4           | 0     |
| 2017      | → DSK Shivajians (cedido) | 6           | 0     |
| 2018–2020 | Jamshedpur FC             | 28          | 3     |
| 2021–2022 | RoundGlass Punjab         | 22          | 2     |
| 2022–2023 | East Bengal               | 11          | 3     |
| 2023–     | Inter Kashi               | 0           | 0     |

### Selección nacional
Jugó para India en nueve ocasiones de 2016 a 2019 y anotó cuatro goles; participó en la Copa Asiática 2019.

### Goles con selección nacional
| N.º | Fecha     | Sede                                            | Partido | Rival    | Marcador | Resultado | Torneo                                   | Ref.  |
| --- | --------- | ----------------------------------------------- | ------- | -------- | -------- | --------- | ---------------------------------------- | ----- |
| 1.  | 7-6-2016  | Indira Gandhi Athletic Stadium, Guwahati, India | 2       | Laos     | 2–1      | 6–1       | Clasificación para la Copa Asiática 2019 | [ 1 ] |
| 2.  | 13-8-2016 | Changlimithang Stadium, Thimphu, Bután          | 3       | Bután    | 3–0      | 3–0       | Amistoso                                 | [ 2 ] |
| 3.  | 12-9-2018 | Bangabandhu National Stadium, Dhaka, Bangladés  | 7       | Pakistán | 3–0      | 3–1       | Campeonato de la SAFF 2018               | [ 3 ] |
| 4.  | 15-9-2018 | Bangabandhu National Stadium, Dhaka, Bangladés  | 8       | Maldivas | 1–2      | 1–2       | Campeonato de la SAFF 2018               | [ 4 ] |